# Erin O’Malley
Erin O’Malley (* 1978) ist eine ehemalige US-amerikanische Snowboarderin.

## Werdegang
O’Malley nahm im Februar 1995 am Mount Bachelor erstmals am Snowboard-Weltcup der FIS teil und errang dabei den 19. Platz im Riesenslalom und den 12. Platz im Slalom. Im selben Monat erreichte sie in Calgary mit dem siebten Platz in der Halfpipe ihre erste Top-Zehn-Platzierung im Weltcup und beendete die Saison auf dem 19. Platz im Parallel-Weltcup. In der Saison 1995/96 belegte sie im Weltcup ausschließlich Platzierungen zwischen den Rängen zehn und 30 und errang damit den 20. Platz im Gesamtweltcup. Bei den Juniorenweltmeisterschaften im Februar 1997 in Corno alle Scale wurde sie Fünfte im Riesenslalom. In der Saison 1999/2000 erreichte sie in Sapporo mit dem fünften Platz im Parallel-Riesenslalom ihre beste Platzierung im Weltcup und zum Saisonende den 19. Platz im Parallel-Weltcup. In der folgenden Saison belegte sie bei den Snowboard-Weltmeisterschaften 2001 in Madonna di Campiglio den 31. Platz im Parallelslalom sowie den 21. Rang im Parallel-Riesenslalom und absolvierte in Park City ihren 74. und damit letzten Weltcup, welchen sie auf dem 41. Platz im Parallel-Riesenslalom beendete.

## Weltcup-Gesamtplatzierungen
| Saison    | Gesamt | Gesamt | Snowboardcross | Snowboardcross | Parallel | Parallel | Halfpipe | Halfpipe |
| Saison    | Punkte | Platz  | Punkte         | Platz          | Punkte   | Platz    | Punkte   | Platz    |
| --------- | ------ | ------ | -------------- | -------------- | -------- | -------- | -------- | -------- |
| 1994/95   | -      | -      | -              | -              | 240      | 19.      | -        | -        |
| 1995/96   | 217    | 20.    | -              | -              | -        | -        | 240      | 26.      |
| 1996/97   | 206    | 43.    | 120            | 48.            | -        | -        | -        | -        |
| 1997/98   | 84     | 86.    | -              | -              | -        | -        | -        | -        |
| 1999/2000 | 236    | 39.    | -              | -              | 1428     | 19.      | -        | -        |
| 2000/01   | 69     | 88.    | -              | -              | -        | -        | -        | -        |